# Robotique molle

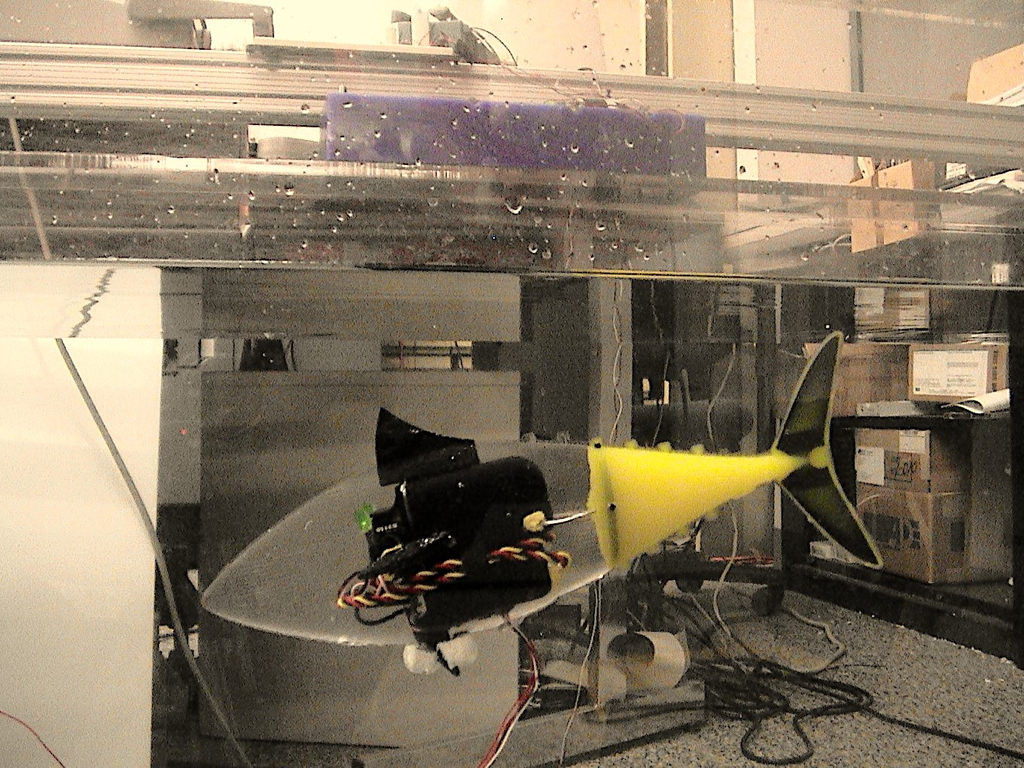
Vue de profil d'un robot mou subaquatique téléguidé et bioinspiré (imitation de la forme du thon). Un mécanisme simple constitué d'un corps viscoélastique souple est excité de telle manière que les modes dominants d'ondulation correspondent aux mouvements du corps permettant la locomotion.

La robotique molle (en anglais : soft robotics) est un domaine de la robotique. Ce domaine traite des « robots mous » incluant certains types de drones, et construits en matériaux ou structures souples, élastiques ou déformables tels que le silicone, le plastique, le caoutchouc, divers types de gels et autres polymères, tissus élastiques, etc., ou des pièces mécaniques déformables utilisées en robotique, par exemple les ressorts, les élastiques ou les absorbeurs de chocs ou de vibrations. 
Ce champ de la robotique semble susciter depuis le début du XXIe siècle un intérêt croissant et pourrait contribuer à améliorer les réponses de la robotique classique à des questions  comme celle de l'« auto-réparation », de la résilience ou de l'autoréplication. 
On cherche à produire des robots mous, éventuellement miniaturisés et qu'on espère rendre autonomes et capables de fonctionner sans dépendre de matériel externe, d’attaches ou d’intervention manuelle. Une de leurs applications, anticipées par les prospectivistes est l’exploration de certains environnements mous (l’intérieur d'un organisme, par exemple), encombrés ou sans structure, y compris dans les sciences médicales et vétérinaires (pour une chirurgie moins invasive notamment) la chimie des matériaux biologiques, et à proximité des humains dans les loisirs et services ainsi que dans l'agriculture et l'élevage où leur caractère « doux » serait apprécié. Associées à l'intelligence artificielle, la robotique molle ouvre de nouvelles pistes en matière de systèmes intelligents avancés.

## Histoire
Des horloges, des automates et des jouets mécaniques utilisent depuis plusieurs décennies diverses formes de ressorts et parfois du cuir, du tissu formant des liaisons souples, ou encore des élastiques torsadés ou de l’air comprimé dans un ballon comme réservoir d’énergie. Mais les polymères nécessaires à la réalisation de vrais robots solides et durables ne sont disponibles que depuis quelques décennies.
Durant un demi-siècle environ, les robots industriels ont été rigides et plutôt adaptés à des tâches rapides et répétitives. Des matériaux plus ou moins souples ou mous étaient parfois utilisés dans leur construction, mais n'avaient souvent qu'une importance secondaire ; ils étaient réservés à des câbles mobiles, à des conduites de fluides, à des gainages d'articulation, à des systèmes de ventouse (pour saisir des objets fragiles, par exemple) ou d'amortissements des chocs, etc. La science fiction dans la bande dessinée, le roman et le cinéma ont popularisé des robots souvent dotés d'armure métalliques (ou parfois très humanoïdes, notamment dotés d'une peau synthétique). 
« Dès les années 1940, des efforts ont été déployés pour concevoir des actionneurs et des composants électroniques à partir d’élastomères, de textiles et d’autres matériaux souples afin d’imiter la conformité et la déformabilité des tissus biologiques naturels ». 
De 2009 à 2012, l'apparition des silicones techniques, de divers autres polymères « moulables », de matériaux à mémoire de forme (y compris biomatériaux de type hydrogels) a permis d'explorer de nouvelles pistes. L'utilisation des Polymères électroactifs et la perspective de pouvoir réaliser des systèmes de muscles artificiels (dont à base d'hydrogel électroactif), couplés à l'amélioration régulière des performances des imprimantes 3D pourraient, notamment en lien avec le développement de la biomimétique doper le développement d'une robotique molle permettant des aptitudes nouvelles telles que la compression, l'étirement, la torsion, le gonflement, le morphing, etc. selon des manières qui seraient impossibles avec des éléments rigides de la robotique classique. 
En 2013, lors d'une conférence internationale consacrée à l'intelligence artificielle puis dans un article résumant leur point de vue, Rolf Pfeifer et ses collègues de l'université de Zurich présentent les robots mous et biomimétiques comme la prochaine génération de « machines intelligentes ». 
Des découvertes et des démonstrations récentes dans le domaine de « l'ingénierie de la matière molle » (nouvelles méthodes d’actionnement, de détection et de fabrication, et.) ont aussi (et par exemple) porté sur :
- la « robotique gazeuse » (qui s'intéresse aux robots plus légers que l'air)
- l’intérêt d’appendices souples et préhensiles, à l’instar de la trompe des éléphants ou des tentacules[11], éventuellement miniaturisés [12] ; dans ce cas, des hydrostats musculaires souvent faits presque entièrement de tissu musculaire et conjonctif peuvent changer de forme s’ils sont pressurisés par osmose, de même dans certains organes végétaux ou fongiques[3].
- un fil auto-enroulable et rendu fortement étirable (en imitant le principe des gouttes qui enduisent les fils de toiles d’araignées[13])
- l’utilisation de matériaux simples comme des grains de sable pouvant être « mis en forme » via le principe de « transition de blocage » (jamming en anglais) pour donner l’équivalent d’une pince robotique d’abord molle et enveloppante, que l’on peut ensuite durcir à volonté[14]
- Matériaux à mémoire de forme[6]
- les composites métalliques polymères ioniques[15],[16]
- élastomères diélectriques (ou DEs pour Dielectric elastomers[17],[18],[19],[20],[21],[22].
- l'utilisation de l'impression 3D pour par exemple produire un robot à corps mou sans fil ni batterie où un petit réservoir de peroxyde d'hydrogène sert de source de gaz (que l'on peut activer en mettant le peroxyde en contact avec un catalyseur (platine) pouvant gonfler un réseau de chambres pneumatiques 3D-imprimées (ex : Octobot présenté en 2016 [23],[24]).
- l'utilisation d'une méthode de comparaison à double signal peut permettre à un système préhensile (par exemple une "main molle" robotisée, équipée de capteurs de force) d'aussi identifier et « cartographier » avec précision les moments et les points de contact des doigts mous ou d'autres parties de la main avec l'objet saisi (la main robotique acquiert alors une capacité de détection de forme qui peut être exploitée par une IA pilotant le robot)[25].

Les prospectivistes attendent des robots capables de s'auto-réparer, se développer, se recycler ou se biodégrader, et capables de configurer leur morphologie pour différentes missions et/ou environnements. 
Des microrobots mous (éventuellement microscopiques) sont également attendus par certains (comme suite logique du croisement de la robotique molle et de la miniaturisation) mais d'autres comme (Jay) Kim se demandent pour quoi faire ; y a-t-il des raisons convaincantes ou motivantes de les inventer ?

## Défis scientifiques
Selon le groupe IEEE.org, ces défis sont interdisciplinaires et relèvent pour certains encore de la prospective ; ils concernent notamment :
- les apports de la biomimétique une grande partie des êtres vivants est constituée d'êtres mous, et les organes internes le sont presque toujours également ;
- les méthodes et outils (logiciels) de modélisation[28] et simulation  d'« organes robotiques mous » (éventuellement complexes et imprimés « monobloc » en 3D). De nombreux robots ont une forme évoquant des invertébrés, mais la robotique molle peut aussi contribuer à création de robots humanoïdes complexes[9] ;
- les études de matériaux souples non conventionnels (encore en phase exploratoire) ;
- l'inventaire hiérarchisé des matériaux souples disponibles et utiles ou souhaitables pour tout ou partie des applications robotiques (classiques et à venir)  ;
- les meilleurs outils et méthodes de modélisation[28], de fabrication et/ou d'assemblage de ce type de robot ;
- l’intégration de capteurs et de circuits qui commencent à évoluer vers des circuits capteurs « souples et extensibles »[9] (y compris pour une éventuelle peau photovoltaïque) dans une structure plus ou moins élastique et déformable ; ces circuits doivent idéalement être aussi flexibles que les matériaux qui les entourent ;
- un actionnement revu pour être adapté au robot mou (ex. : actionneurs flexibles[29],[30], éventuellement « modulaire »[9], ou utilisant des matériaux ou des systèmes électroniques[31] à base de métal liquide (aux propriétés électromécaniques, thermiques, électromagnétiques, biochimiques, auto-cicatrisantes et magnétiques particulières)[32], et/ou des tissus actifs rigidifiables[33] ou des matériaux composites anti-impact à base de « gel de raidissement par cisaillement »[34] et/ou valorisant les systèmes d'« adaptations passives »[9] (économes en énergie) ;
- des capacités d'auto-organisation (voire de « cicatrisation ») interne[9] et de contrôle distribué[9] ;
- des systèmes de commande et d'interface homme-machine entièrement revus (cobotique) ;
- le prototypage (par impression 3D multi-composants notamment[35],[36] (y compris de matériaux magneto-actifs[37], les tests ad hoc (de vieillissement notamment) ;
- le confortement et un meilleur partage des savoirs et savoir-faire technologiques en matière de robotique souple ;
- les possibilités d' « auto-réparation », en lien avec les questions de résilience ;
- l'autoréplication ;
- applications pour une « robotique douce ».

## Spécificités robotiques
Un robot souple interagit différemment avec son environnement, car pouvant générer ou subir des déformations élastiques plus ou moins contraintes par sa morphologie, sa taille, le degré d’élasticité et de cohérence de sa structure.
Il est souvent — mais pas nécessairement — biomimétique (ou bioinspiré) et toujours caractérisé par l’utilisation de matériaux spécifiques.
Ses actionneurs sont pour partie différents ou adaptés. 
Ils présentent des inconvénients et avantages par rapport robots rigides.

### Inconvénients
- Le champ de la robotique molle est encore très émergent. Il n’a fait ses preuves que par quelques prototypes. Il n’y a pas ou peu de pièces détachées ou de robots mous commercialisés, et les financement en R&D sont encore préférentiellement orientés vers la robotique classique ;
- le comportement des matériaux mous (et des structures souples surtout quand elles sont complexes) est à ce jour beaucoup plus difficile à modéliser que celui des matériaux durs, et par suite plus difficile à contrôler et  actionner ;
- Certains des matériaux mous qui les constituent sont vulnérables à certaines agressions externes (bien que dans certains cas le caractère « mou »  permette aussi d’absorber l’énergie de chocs ou effets de « poinçonnement » et protéger le robot.

### Avantages
- les structures déformables permettent à un robot mou de mieux s’adapter à certaines circonstances ou tâches dynamique, dont en environnement incertain (ex : déplacement dans un fluide à fortes turbulences, locomotion en terrain accidenté et inconnu, action de préhension d’objet de forme, poids et fragilité inconnus).. ou lors d’un contact avec un être vivant ou un organe (dans le cas d’un robot chirurgical ou industriel) ;
- les progrès rapide de l'injection d'élastomère, puis de l'impression 3D de certains élastomères permettent de mouler (et aujourd’hui d’imprimer) des mélanges de polymères élastiques, d'élasticité différente, ouvrant de nouvelles possibilités ; Il semble même possible dans un futur proche d'associer des polymères synthétiques à des biopolymères, ou à des cellules vivantes ;
- Certains matériaux mous et élastiques présentent un intérêt énergétique : par exemple des matériaux à changement de phase, des structures déformables (les ressorts par exemple) ou à mémoire de forme ou intégrant un gaz comprimé peuvent aussi théoriquement stocker puis libérer une certaine quantité d'énergie. Cette énergie peut être utilisée pour les mouvements et changements de forme du robot et/ou être mobilisée pour d’autres tâches ;
- Après avoir été déchirés, percés ou légèrement endommagés certains élastomères constitués de réseaux covalents thermoréversibles (dits « Polymères Diels-Alder » ou « Diels-Alder polymers » pour les anglophones) peuvent (simplement en étant faiblement réchauffés puis refroidis) se réassembler ; Des enveloppes ou organes robotiques capables d'autoguérison deviennent donc envisageables ; Des tests publiés en 2017 par Science Robotics montrent que des matériaux peuvent ainsi se réparer après des coupures, des coups puis retrouver malgré quelques cicatrices une performance presque complète, même après deux cycles de réparation/guérison[39]. Ceci a été expérimentés avec succès pour trois actionneurs pneumatiques de robotique souple (une pince souple, une main et des muscles artificiels) auto-cicatrisantes après lésions par percement, déchirement ou coups portés sur le polymère en question[40] ;
- Les matériaux de la robotique molle peut être bien moins coûteux que les pièces dures des robots « classiques ».

## Communauté scientifique
Certains éléments de robots « classiques » (industriels, militaires, etc.)  sont depuis longtemps constitués de matériaux mous et parfois élastiques, mais l’idée de robots presque entièrement « mou » est récente. Elle associe à la robotique classique des types nouveau de modélisation, et des disciplines qui ne l'étaient que peu dont la chimie des polymères. Les principes de conception et de construction sont en grande partie à revoir. 
Au début des années 2010, une communauté scientifique et technique internationale s’est rassemblée autour de l'idée d'explorer les pistes ouvertes par la robotique molle, avec :
- depuis octobre 2012  un comité technique IEEE RAS dédié à la robotique molle (IEEE RAS Technical Committee on Soft Robotics) qui s’est donné pour mission de coordonner la communauté des chercheurs ;
- depuis 2014, un journal dédié à la robotique déformable est publié tous les trois mois[41].
- en France, l'équipe de recherche DEFROST de l'INRIA en a fait sa spécialité[42].u

## Innovation
L'un des défis à relever, y compris pour la réparation des robots souples, est de disposer de colle étanche, souple, élastique et idéalement non-toxique. En 2017, des universitaires physiciens ont réussi à produire en laboratoire une colle à cyanoacrylate fortement élastique et pouvant coller des substances dures et/ou molles (dont composants électroniques) à des hydrogels (matériaux de type « gels » utilisés dans certains dispositifs médicaux et robots souples). Cette découvert pourrait permettre la création des batteries et circuits électriques véritablement élastique et étirables. Le cyanoacrylate est associé à un composant organique (qui, sans être un solvant, diffuse rapidement dans les parties en fusion de manière à empêcher qu’elles ne deviennent cassantes). Au moment du pressage la prise de la colle se fait en quelques secondes. L’élasticité peut atteindre 2000 %,.
En 2017, les chercheurs ont réussi à mettre au point le premier robot mou capable de se déplacer sans moteur ni système mécanique, une innovation qui, en utilisant des alliages à mémoire, ouvre la voie à de nombreuses possibilités aussi bien dans l'aérospatiale que dans la recherche nanoscopique[réf. souhaitée].
L'impression 3D et les progrès de la micro-extrusion autorisent maintenant ou théoriquement l'impression de nombreux types de polymères souples, y compris des matériaux avancés (ex : matériaux souples intégrant des nanomatériaux, des pigments sous forme d'encres visco-élastiques et/ou à forte susceptibilité magnétique, ou  hydrogels multimatériaux (éventuellement auto-cicatrisants), en 2024) de créer des « robots souples miniatures magnétiques multicouches avec magnétisation programmable ». Des robots mous miniaturisés dits « à magnétisation programmable »  ou à « entraînement magnétique » sont déjà construits en laboratoire, en y intégrant un « profil d’aimantation non uniforme » leur conférant une anisotropie permettant, en faisant varier le champ magnétique dans lequel ils baignent, plusieurs types de mode de locomotion. Ils pourraient donc théoriquement être télémanipulés à l'intérieur d'un corps humains ou dans un espace difficiles d'accès), par un champ magnétique externe contrôlé, appliqué au robot. « Des robots mous miniatures magnétiques » ont déjà été testés (fabriqués à partir de feuilles planes, capables de transformations de form, mais avec des comportements natatoires ou locomoteurs limités. A l'Institut de robotique de l'Université de Toronto, Zhaoxin Li, Yung Priscilla Lai et Éric Dille ont publié (2023) un essai réussi d’impression 3D multicouche intégrant des nanoparticules magnétiques dans une matrice polymère durcissable par ultraviolets. Le micro-robot mou obtenu surpasse les formes 2D, tant en termes de robustesse que de flexibilité cinématique. « En programmant l'aimantation hétérogène au sein de segments du robot multicouches, les changements de forme induits par le couple magnétique, permettent la préhension, le roulement, la natation et la marche, commandés par un champ d’actionnement global. Des caractéristiques de conception empilées avec une dimension minimale de 200 μm et une aimantation codée avec une résolution de 350 μm peuvent être réalisées dans le processus d’impression. Pendant ce temps, une flexibilité de déformation améliorée et la formation de mécanismes d’orientation-ancrage sont créées par l’intégration de plusieurs matériaux ayant des propriétés mécaniques et magnétiques distinctes, respectivement, ce qui permet la création d’actionneurs multi-matériaux 3D polyvalents ». A noter que par ailleurs, la bio-impression, encore émergente dans les années 2020, permet d'assembler des matériaux biologiques vivants ou « vivants et non vivants » dans des dispositions complexe (structures vasculaires y compris) permettant pour une maturation ultérieure des tissus ou d'organoïdes voire d'organes plus ou moins mécanisé, organisés et optimisés pour des besoins spécifiques, en différentes formes, tailles et résolutions, en profitant du dynamisme du remodelage naturel des matériaux cellulaires vivants, ouvrant notamment une porte théorique à de nouveaux types d'implants hybrides et ingénieries biocompatibles, non sans poser de nouveaux défis éthiques et moraux ou plus simplement relatifs aux problèmes environnementaux et sanitaires posés par les micro et nanoplastiques.
La Recherche explore aussi la création de « robots mous à base de fibres à commande magnétique ».
On évoque aussi (2020) une « microfluidique douce à base de métal liquide » (qui pose toutefois des problèmes écotoxicologique)

## Journaux internationaux
- Soft Robotics (SoRo) (http://www.liebertpub.com/soro)
- Soft Robotics (section de  "Frontiers in Robotics and AI")